# Astrophysique, instrumentation, modélisation
Pour les articles homonymes, voir AIM.
Astrophysique, instrumentation, modélisation ou AIM est un service de recherche français œuvrant dans le domaine de l'astrophysique qui développe et utilise des instruments pour les observatoires terrestres et spatiaux et exploite ces données en développant des simulations numériques. Cette entité est fortement impliquée dans le développement des instruments scientifiques du programme spatial scientifique français et européen.

## Domaine de recherche
Les recherches réalisées au sein d'AIM portent sur :    
- la formation des planètes ;
- les plasmas stellaires et de laboratoire ;
- les plasmas relativistes et objets compacts ;
- les plasmas interstellaires et la formation des étoiles ;
- la structuration de l’univers (histoire de la formation des étoiles, des galaxies, des amas de galaxies).

## Organisation
AIM est un des départements de l'Institut de recherche sur les lois fondamentales de l'univers (IRFU) service de recherche fondamentale du  commissariat à l'Énergie atomique. C'est une unité mixte de recherche (UMR) regroupant environ 200 personnes, ingénieurs-chercheurs du département d'astrophysique du CEA/Irfu, ingénieurs-chercheurs de l’Irfu/DEDIP, enseignants-chercheurs de l'Université Paris-Cité et de l'Université Paris-Saclay, et chercheurs du CNRS.  Il comprend une dizaine de laboratoires installés dans les locaux du CEA à Saclay en Île-de-France.

## Activité

### Projets
- EXODUNES : projet visant à caractériser les dunes de Mars et de Titan[3] ;
- MagBURST : projet visant modéliser les sursauts gamma ainsi que les explosions de supernova, débuté en mars 2017[4] ;
- ExoplANETS-A : projet visant à caractériser l'atmosphère des exoplanètes[5],[6].

### Conception des détecteurs
Le service développe des détecteurs pour les instruments d'astrophysique dont les performances sont liées aux avancées technologiques et qui nécessitent 10 à 15 ans pour atteindre un stade de maturité permettant leur exploitation. Le service est spécialisé dans la recherche et le développement des types de détecteur suivants :
- détecteurs pour les hautes énergies[7] :
  - rayons gamma (Callistes- micro caméra),
  - rayons X (spectro imageurs) ;
- détecteurs infrarouges et submillimétriques :
  - détecteurs infrarouges du satellite ISO,
  - détecteurs submillimétriques et  millimétriques du satellite Herschel.

### Conception et développement d'instruments
Observatoires terrestres :
- E-ELT : participation à la réalisation du spectro-imageur  infrarouge Metis
- Télescope APEX : participation à la réalisation de la caméra de bolomètres ArTéMiS (caméra submillimétrique)
- IRAM 30 m : participation à la réalisation de la voie polarisée de la caméra millimétrique NIKA2
- PILOT : Mesure de l’émission polarisée des grains de poussière du milieu interstellaire (instrument embarqué à bord de ballon stratosphérique).

Missions spatiales :
- Solar Orbiter : participation à la réalisation de 6 instruments
- James Webb Space Telescope : participation à la réalisation de la caméra infrarouge MIRI
- Hitomi : participation à la réalisation des détecteurs infrarouge
- SVOM : développement de la caméra Eclairs permettant de détecter les sursauts gamma
- Euclid : fourniture du plan focal de l'instrument VIS, acteur majeur du développement de la partie scientifique de la mission
- PLATO : participation au développement de l'instrumentation
- TALC : projet de télescope à miroir déployable pour observation de l'infrarouge lointain